# Roxy Mathew Koll
Roxy Mathew Koll ist ein indischer Klimawissenschaftler, der sich auf die Wechselwirkungen zwischen dem Indischen Ozean und den Monsunzyklen sowie die Auswirkungen des Klimawandels in der Region spezialisiert hat. Er ist am Indian Institute of Tropical Meteorology tätig.

## Leben und Wirken
Koll erlangte seinen Doktorgrad im Fachbereich Ozean- und Atmosphärendynamik an der Hokkaido Universität in Japan.
Seine Arbeit hat wesentlich zum Verständnis des Klimawandels und seiner Auswirkungen, insbesondere in Bezug auf den Indischen Ozean und die Monsunzyklen, beigetragen. Er führte die Neugestaltung des Indian Ocean Observation Systems an und entwickelte das erste Klimamodell aus Südasien. Seine Forschungen haben ein Licht auf die dringende Notwendigkeit geworfen, den Klimawandel ernst zu nehmen und entsprechende Maßnahmen zu ergreifen. Koll ist Hauptautor von Berichten des Weltklimarates IPCC und war ehemaliger Vorsitzender des Indian Ocean Region Panels.
Koll ist für seine umfassenden Studien zum Indischen Ozean bekannt und er betont, dass der Indische Ozean das kleinste und derzeit am schnellsten erwärmende Meer ist, was weitreichende Auswirkungen sowohl auf lokale Wetterphänomene als auch auf das globale Klima hat.
In seinen Forschungen hebt er hervor, dass der Indische Ozean als Indikator für zukünftige globale klimatische Veränderungen dient. Er weist darauf hin, dass über ein Drittel der Weltbevölkerung an den Küsten des Indischen Ozeans lebt und die Auswirkungen des Klimawandels dort bereits deutlich spürbar sind.
Koll spricht auch über die drastischen klimatischen Veränderungen in Indien, die durch die Erwärmung des Indischen Ozeans beeinflusst werden. So weist er darauf hin, dass die Auswirkungen der Klimakrise in Indien deutlich spürbar sind: „Statt eines Monsuns, nachdem wir die Uhr stellen konnten, haben wir jetzt lange Trockenperioden. Und dann heftige Regenfälle, in denen der Regen eines Monats innerhalb weniger Stunden fällt.“

## Auszeichnungen
Er wurde 2022 mit der AGU Devendra Lal Medaille für herausragende Forschung in den Erd- und Raumwissenschaften ausgezeichnet und gehört laut einer Bewertung der Stanford University zu den Top 2 % der Wissenschaftler weltweit. Die US-amerikanische National Academy of Sciences verlieh ihm 2015 das Kavli-Stipendium und 2018 das NRC-Senior Research Fellowship. Die Indian Meteorological Society ehrte ihn 2016 mit dem Young Scientist Award für seine Forschungen zu den Veränderungen im Monsun.